# Studebaker Electric
De Studebaker Electric was een elektrische auto die van 1902 tot 1912 geproduceerd werd door de Studebaker Brothers Manufacturing Company uit South Bend (Indiana), de voorloper van de Studebaker Corporation.

## Historiek
Studebaker zette zijn eerste stappen in de automobielindustrie in 1898 toen CEO Frederick S. Fish de raad van bestuur overtuigde om budget vrij te maken voor de ontwikkeling van een elektrisch voertuig. Bij gebrek aan de volledige steun van het bestuur leverde het project slechts één auto op, maar het lanceerde Studebaker wel als producent van carrosserieën voor elektrische taxi's.
In 1902 startte Studebaker officieel met de productie van zijn eigen elektrische voertuigen op batterijen omdat ze milieuvriendelijk waren, gemakkelijk konden opgeladen worden en uitermate geschikt waren voor gebruik in stedelijke centra zonder de nood aan tankstations.

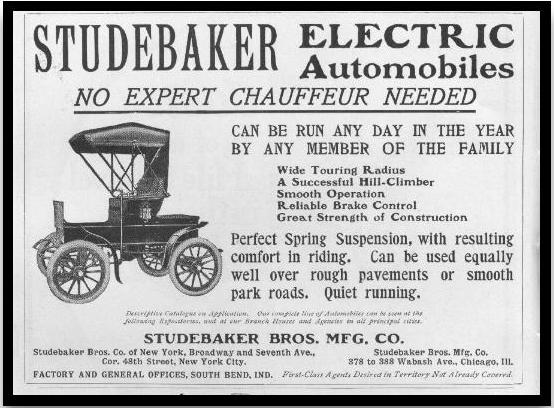
Advertentie voor de Studebaker Electric uit 1903

Studebaker Electrics waren verkrijgbaar in diverse carrosserievarianten, die grotendeels geïnspireerd waren op de carrosserieën die Studebaker lange tijd geproduceerd had voor zijn passagiersrijtuigen. Deze omvatten de Stanhope, Victoria en Surrey. De eerste Studebaker Electrics wogen 612 kg, hadden een wielbasis van 1549 mm en een topsnelheid van 21 km/u. Een model voor vier passagiers werd in 1904 geïntroduceerd. Daarnaast produceerde Studebaker ook elektrische bedrijfsvoertuigen en autobussen.

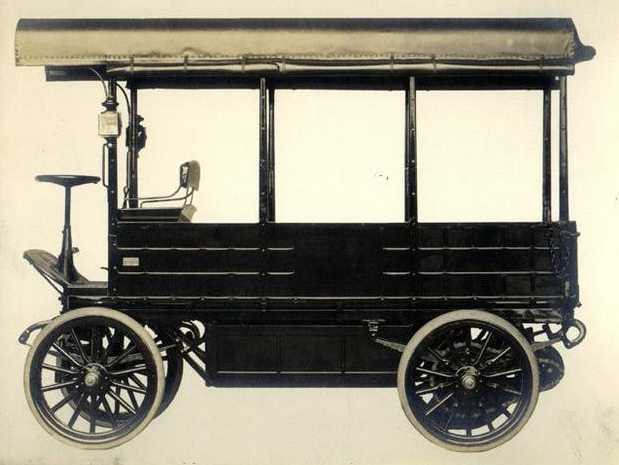
Een elektrische Studebaker autobus

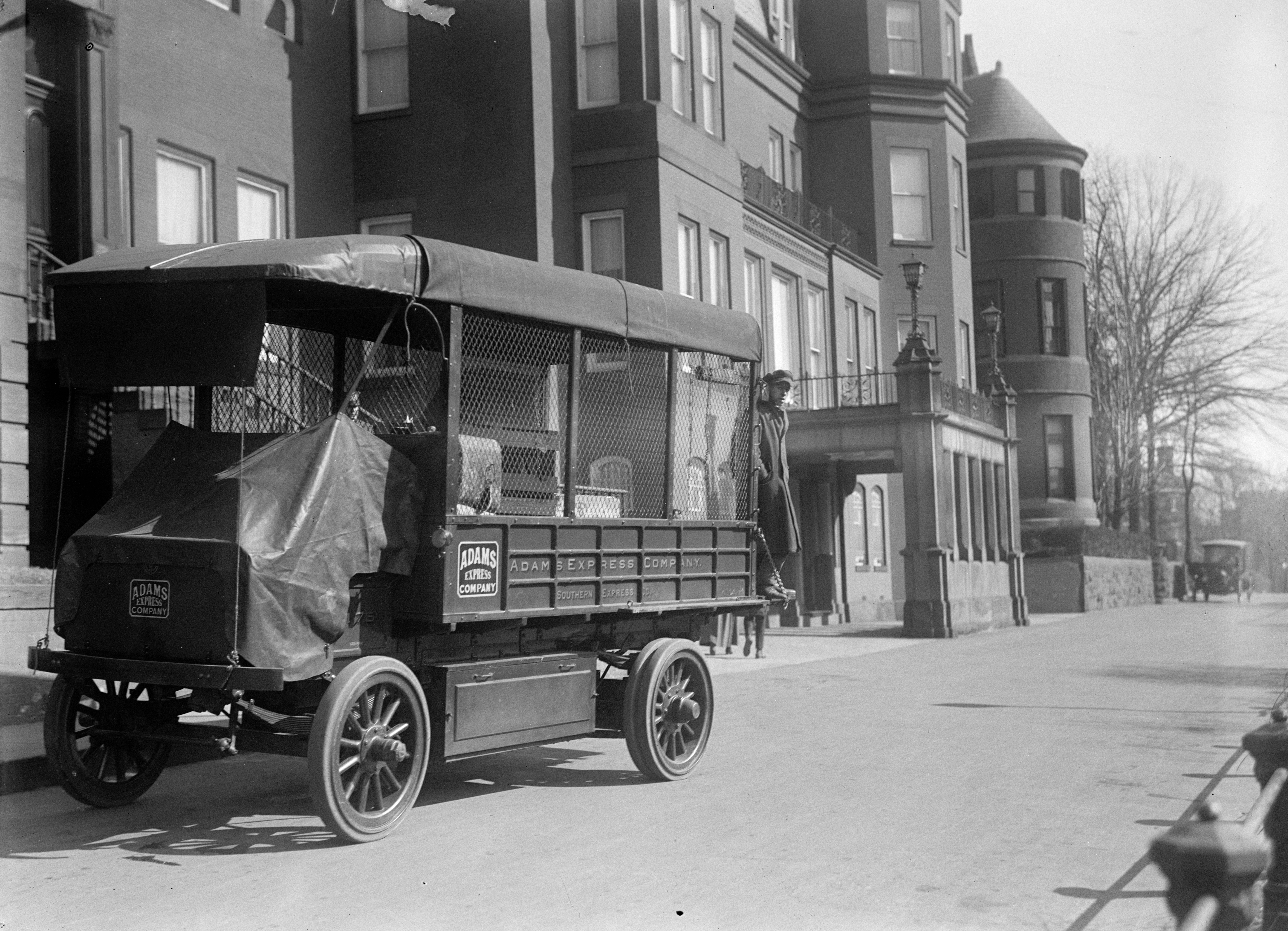
Een elektrische Studebaker bestelwagen

Fish realiseerde zich al snel dat de toekomst van Studebaker niet lag in de beperkte elektrische auto maar in de benzineauto. De expertise van Studebaker bestond echter voornamelijk uit carrosseriebouw en productdistributie, het bedrijf had geen ervaring met het bouwen van benzinemotoren. Daarom sloot Studebaker in 1904 een samenwerkingsakkoord met de Garford Company, wat resulteerde in de ontwikkeling van de Studebaker-Garford. Deze wagen was gebaseerd op een chassis en verbrandingsmotor van Garford met daarop een carrosserie van Studebaker.
Deze samenwerking verliep vlot tot 1909-1910, toen Garford het chassis meer en meer voor zijn eigen automerk ging gebruiken. Daarop sloot Studebaker een overeenkomst met de E-M-F Company waarbij E-M-F een betaalbare auto zou bouwen die vervolgens via het Studebaker dealernetwerk zou verkocht worden.
Ook dat werd geen succes en in 1911 nam Studebaker E-M-F over. Ondertussen bleef Studebaker verder elektrische voertuigen bouwen.
Tegen 1912 was het duidelijk geworden dat de toekomst in benzinevoertuigen lag en niet in trage, logge elektrische voertuigen. De beperkte productie van elektrische auto's werd stopgezet, in een officiële aankondiging van de opnieuw opgerichte Studebaker Corporation stond:
The production of electric automobiles at South Bend has ended... It has been conducted for nine years without much success, and ultimately the superiority of the gasoline car (is) apparent.
("De productie van elektrische auto's in South Bend is gestopt... Het is negen jaar lang zonder veel succes uitgevoerd en uiteindelijk is de superioriteit van de benzineauto duidelijk.")